# Mr. Wint e Mr. Kidd
Mr. Albert Wint e Mr. Charles Kidd são dois personagens fictícios do livro e do filme 007 Os Diamantes São Eternos. Descritos na obra de Ian Fleming como uma dupla de homossexuais a serviço de uma organização chamada Spangled Mob, no filme de 1971 os dois são capangas da SPECTRE do supervilão Ernst Stavro Blofeld, que tentam matar James Bond durante todo o decorrer da trama.

## Características
Wint e Kidd são dois assassinos sádicos, sarcásticos e de humor negro, trabalhando sob as ordens de Blofeld, que tem prazer nos assassinatos que cometem, inclusive fotografando os corpos e fazendo piadas sobre eles. Eles têm a missão de matar todos os contrabandistas e suas ligações que fazem parte de uma organização mafiosa de roubo de diamantes existente entre a África do Sul e os Estados Unidos, via Holanda, e roubar as pedras para Blofeld, que pretende usá-las num satélite mortal feito de diamantes e raios laser. Pelo fato de andarem de mãos dadas e de Mr. Wint sempre utilizar perfumes femininos fica sugerida a ideia de que eles, possivelmente, sejam amantes homossexuais, esta possibilidade é reforçada pela cena do filme em que Mr. Kidd elogia a beleza de Tiffany Case deixando Mr. Wint irritado com ele.   

## No filme
A dupla aparece pela primeira vez no filme cometendo dois assassinatos, um usando um escorpião e outro explodindo um helicóptero que levava um dos integrantes da  rede de contrabandistas. Mais tarde, enquanto Bond procura a ligação com a rede de diamantes, matam uma professora também usada como pombo-correio da organização, afogando-a num dos canais de Amsterdã e fotografando seu corpo, brincando com a possibilidade de enviar as fotos para os alunos adolescentes da professora em sua escola.
Seguindo Bond e Tiffany Case, o próximo contato na lista de contrabandistas encontrado por Bond, a dupla tenta matá-los, primeiro deixando Bond inconsciente numa emboscada e tentando cremá-lo num caixão. Bond escapa, mas a próxima mulher a aproximar-se dele, num cassino, a voluptuosa Plenty O'Toole, é jogada pelos dois da janela do quarto na piscina do hotel. Mesmo escapando, Plenty é depois morta pela dupla, afogada em outra piscina.
Wint e Kidd tentam por um fim a Bond e Case no encerramento do filme, durante um cruzeiro do casal à Europa, após a destruição do complexo letal de Blofeld, numa plataforma de petróleo em alto-mar. Passando-se por garçons, servem um jantar aos dois na suíte, mas desconfiando da dupla - que havia colocado uma bomba no carrinho de comida disfarçada em torta - após uma luta mortal Bond joga Kidd pela amurada do navio, envolto nas chamas do fósforo usado para a flambagem da sobremesa, e logo depois, Wint, distraído pela bond girl  e dominado por 007, o segue, amarrado na bomba disfarçada em torta, que explode junto com ele ao cair no mar.